# Vel (Azerbaigian)
Vel è un comune dell'Azerbaigian situato nel distretto di Lənkəran.